# تپه سی قراجه قیه
تپه سی قراجه قیه مربوط به هزاره اول قبل از میلاد - سده‌های میانه دوران‌های تاریخی پس از اسلام است و در شهرستان مراغه، بخش سراجو، دهستان سراجوی جنوبی، ۱۰۰ متری غرب روستای قراجه قیه واقع شده و این اثر در تاریخ ۱۸ اسفند ۱۳۸۷ با شمارهٔ ثبت ۲۵۲۰۱ به‌عنوان یکی از آثار ملی ایران به ثبت رسیده است.